# Миллеровский краеведческий музей
Миллеровский краеведческий музей — музей в городе Миллерово.
Музей располагается по адресу: Ростовская область, город Миллерово, Коммунальный переулок, 4Б.

## История
В 1967 году решением Собрания народных депутатов Миллеровского района был создан музей боевой славы, позднее переименованный в краеведческий. В 1993 году выделено здание в 300 м² под экспозиции нового краеведческого музея. В настоящее время в музее пять залов.
В экспозиции музея собрано большое количество уникальных экспонатов, рассказывающих о жизни и истории развития города, о быте местных жителей разных эпох. В 2013 году фонд музея был пополнен 2400 единицами хранения
В музее регулярно проводятся различные тематические выставки, посвященные творчеству земляков и жителей Ростовской области разных лет, известных художников, памятным датам Великой Отечественной войны и другим событиям. Музей участвует в ежегодной акции «Ночь музеев».